# Chirlepposi
Chirlepposi (in russo: Хирлеппоси; in ciuvascio: Хирлеппуç Мĕлĕш, Hirleppuş Mĕlĕš) è una località rurale (un selo) del distretto di Alikovo della Repubblica autonoma della Ciuvascia, in Russia, che si trova di 6 chilometri ad ovest da Alikovo, che è il centro amministrativo del distretto omonimo.
È percorso dal fiume Chirlep dal quale deriva il toponimo. A ridosso del paese si sviluppa un bosco di pini giovani e bosco misto.

## Geografia fisica

### Clima
Il clima temperato pre[ inverni freddi ed estati calde e lunghe. La temperatura media in gennaio è di -12,9 °C, in luglio di 18,3 °C, la temperatura minima assoluta raggiunse i -54 °C (nel 1979) e la massima assoluta 37 °C. Le precipitazioni medie annue sono pari a 830 millimetri.

## Società

### Evoluzione demografica
La popolazione di 245 persone è di etnia ciuvascia, tra essi la maggior parte sono donne. Nel 1859 c'erano 23 famiglie, per un totale di 66 uomini e 75 donne, nel 1907 c'erano 482 abitanti, nel 1926 125 famiglie e 539 persone.

## Storia
Il nome del paese deriva dalle parole ciuvasce "Хирлеп" (nome del fiume che attraversa il fiume) e "пусь" ("inizio"). "Мĕлĕш" (Mĕlĕš) era il nome del primo colono.
Il villaggio è stato menzionato la prima volta nel luglio del 1774, quando Emel'jan Ivanovič Pugačëv vi passò vicino. La prima scuola a Chirlepposi è stata aperta nel 1895.
Fino al 1927, Chirlepposi era una parte del volost' di Alikovo (Alikovskaja volost). Il 1º luglio 1927 il paese fu incorporato nel distretto di Alikovo e il 20 dicembre 1962 fu trasferito al distretto di Vurnary. Il 14 marzo 1965 è tornato al distretto di Alikovo.

## Infrastrutture e trasporti
Nel villaggio c'è un centro culturale, una biblioteca, un pronto soccorso, un negozio. Il paese è prevalentemente alimentato a gas.
L'autostrada Čeboksary–Alikovo–Krasne Četai passa vicino al villaggio, e lo stesso ha quattro strade principali: Centralnaja, Komsomolskaja, Školnaja, Kooperativnaja, Pereuločnaja.

## Mass media e telecomunicazioni
- Comunicazione: "Волгателеком" Би Лайн, МТС, Мегафон. L'accesso a Internet è sviluppato.
- Giornali e riviste: il giornale del distretto di Alikovo "Пурнăç çулĕпе" - "Sulla via della vita", pubblicato in russo e ciuvascio.